# Vung Tau

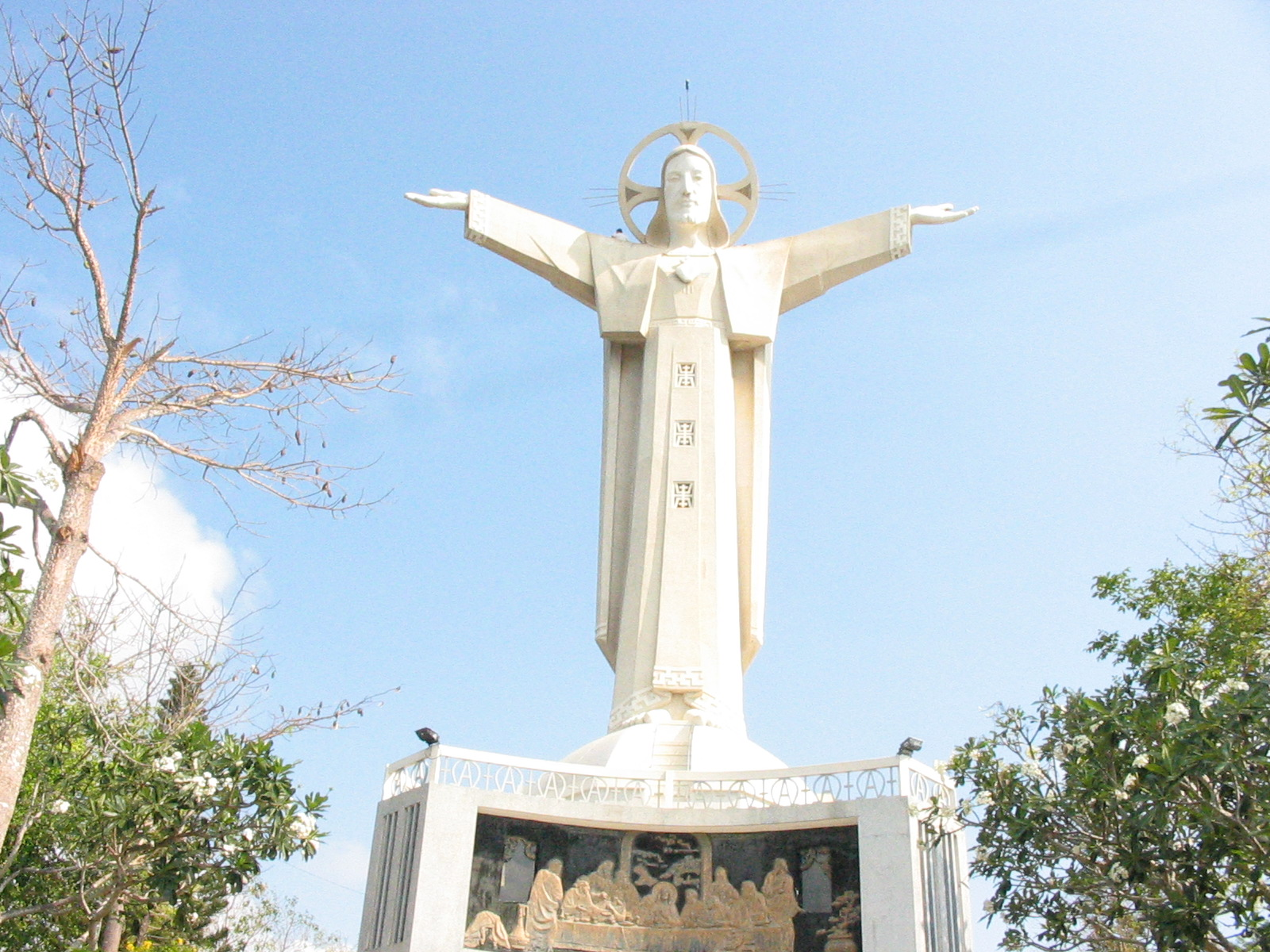
Vung Tau

Vung Tau este un oraș din Vietnam situat în provincia Ba Ria-Vung Tau din regiunea Dong Nam Bộ. Are o populație de 303.279 de locuitori (2010).
Aeroportul Vung Tau este situat la 2 km sud de orașul Vung Tau. Vung Tau este situat la 120 de nord-est Saigon.
Aeroportul Internațional Long Thanh este situat la 70 km sud de orașul Vung Tau, în Dong Nai.
Acesta este un centru de petrol în Vietnam. Aceasta este o destinație populară pentru turiști, cu unele plaje.

## Administrație
Vung Tau este subîmpărțit în 17 subdiviziuni, 16 secții urbane (phường) și 1 comune rurale (xã).